# Josef Jaroš (notář)
JUDr. Josef Jaroš (1. února 1879 Milotice – 27. října 1942 Věznice Plötzensee) byl český právník a odbojář z období druhé světové války popravený nacisty.

## Život
Josef Jaroš se narodil 1. února 1879 v Miloticích na hodonínsku v mlynářské rodině Josefa Jaroše a Matildy rozené Smitové. Vystudoval klasické gymnázium v Uherském Hradišti a poté právnickou fakultu v Praze. Pracoval jako notářský koncipient v Kyjově, následně jako notář ve Frenštátu pod Radhoštěm, Ivančicích a nakonec v Brně. Byl členem profesních a kulturních organizací, mj. pražské Umělecké besedy. Hrál na violu v brněnském Orchestrálním sdružení.

Titulní strana rozsudku Lidového soudního dvora

## Protinacistický odboj
Po německé okupaci v březnu 1939 vstoupil do protinacistického odboje konkrétně do politické organizace Obrany národa. Vzhledem ke svému věku se již zřejmě neúčastnil aktivních odbojových akcí, přispíval ale nemalými finančními částkami. Za svou činnost byl zatčen gestapem dne 20. listopadu 1939, vězněn byl na Špilberku, Kounicových kolejích a v Berlíně. Dne 9. června 1942 byl odsouzen k trestu smrti a 27. října téhož roku popraven gilotinou ve věznici Plötzensee společně s dalšími brněnskými odbojovými spolupracovníky učitelem a sokolem Jaroslavem Skryjou, profesorem Janem Uhrem a ředitelem brněnského rozhlasu Antonínem Slavíkem.

## Rodina
Josef Jaroš se v roce 1911 oženil s Emilií Seifertovou. Jeho dcera Helena Jarošová byla rovněž zapojena do odbojové činnosti Obrany národa, odhalena ale nebyla a válku přežila.